# Russkaja Poljana (Oblast' di Omsk)
Russkaja Poljana (in russo Русская Поляна?) è un insediamento operaio dell'oblast' di Omsk, in Russia, nella parte sud della Siberia Occidentale. È il centro amministrativo del distretto Russko-Poljanskij.
Si trova 160 km a sud di Omsk e a 20 km dal confine di stato con il Kazakistan.